# Dystrykt Lundazi
Dystrykt Lundazi – dystrykt we wschodniej Zambii w Prowincji Wschodniej. W 2000 roku liczył 236 833 mieszkańców (z czego 49,52% stanowili mężczyźni) i obejmował 46 178 gospodarstw domowych. Siedzibą administracyjną dystryktu jest Lundazi.